# Pływanie na Mistrzostwach Świata w Pływaniu 2017
Zawody w pływaniu na 17. Mistrzostwach Świata w Pływaniu odbywały się w dniach 23–30 lipca 2017 r. w Duna Arénie.
Największą liczbę złotych medali zdobyli reprezentanci Stanów Zjednoczonych, wygrywając 18 z 42 konkurencji. Podczas zawodów ustanowiono 11 rekordów świata oraz dodatkowo dziesięciokrotnie poprawiano rekord mistrzostw. Najlepszymi zawodnikami zostali: wśród mężczyzn Amerykanin Caeleb Dressel, zdobywając siedem złotych medali (w tym trzy w konkurencjach indywidualnych), a wśród kobiet Szwedka Sarah Sjöström, która wywalczyła indywidualnie cztery medale (w tym trzy złote) i pobiła dwa rekordy świata.

## Harmonogram
Zostały rozegrane 42 konkurencje.
| E | Eliminacje | ½ | Półfinały | F | Finał |

| Data →                    | 23 lipca | 23 lipca | 24 lipca | 24 lipca | 25 lipca | 25 lipca | 26 lipca | 26 lipca | 27 lipca | 27 lipca | 28 lipca | 28 lipca | 29 lipca | 29 lipca | 30 lipca | 30 lipca |
| Konkurencja ↓             | R        | P        | R        | P        | R        | P        | R        | P        | R        | P        | R        | P        | R        | P        | R        | P        |
| ------------------------- | -------- | -------- | -------- | -------- | -------- | -------- | -------- | -------- | -------- | -------- | -------- | -------- | -------- | -------- | -------- | -------- |
| 50 m stylem dowolnym      |          |          |          |          |          |          |          |          |          |          | E        | ½        |          | F        |          |          |
| 100 m stylem dowolnym     |          |          |          |          |          |          | E        | ½        |          | F        |          |          |          |          |          |          |
| 200 m stylem dowolnym     |          |          | E        | ½        |          | F        |          |          |          |          |          |          |          |          |          |          |
| 400 m stylem dowolnym     | E        | F        |          |          |          |          |          |          |          |          |          |          |          |          |          |          |
| 800 m stylem dowolnym     |          |          |          |          | E        |          |          | F        |          |          |          |          |          |          |          |          |
| 1500 m stylem dowolnym    |          |          |          |          |          |          |          |          |          |          |          |          | E        |          |          | F        |
| 50 m stylem grzbietowym   |          |          |          |          |          |          |          |          |          |          |          |          | E        | ½        |          | F        |
| 100 m stylem grzbietowym  |          |          | E        | ½        |          | F        |          |          |          |          |          |          |          |          |          |          |
| 200 m stylem grzbietowym  |          |          |          |          |          |          |          |          | E        | ½        |          | F        |          |          |          |          |
| 50 m stylem klasycznym    |          |          |          |          | E        | ½        |          | F        |          |          |          |          |          |          |          |          |
| 100 m stylem klasycznym   | E        | ½        |          | F        |          |          |          |          |          |          |          |          |          |          |          |          |
| 200 m stylem klasycznym   |          |          |          |          |          |          |          |          | E        | ½        |          | F        |          |          |          |          |
| 50 m stylem motylkowym    | E        | ½        |          | F        |          |          |          |          |          |          |          |          |          |          |          |          |
| 100 m stylem motylkowym   |          |          |          |          |          |          |          |          |          |          | E        | ½        |          | F        |          |          |
| 200 m stylem motylkowym   |          |          |          |          | E        | ½        |          | F        |          |          |          |          |          |          |          |          |
| 200 m stylem zmiennym     |          |          |          |          |          |          | E        | ½        |          | F        |          |          |          |          |          |          |
| 400 m stylem zmiennym     |          |          |          |          |          |          |          |          |          |          |          |          |          |          | E        | F        |
| 4 × 100 m stylem dowolnym | E        | F        |          |          |          |          |          |          |          |          |          |          |          |          |          |          |
| 4 × 200 m stylem dowolnym |          |          |          |          |          |          |          |          |          |          | E        | F        |          |          |          |          |
| 4 × 100 m stylem zmiennym |          |          |          |          |          |          |          |          |          |          |          |          |          |          | E        | F        |

| Data →                    | 23 lipca | 23 lipca | 24 lipca | 24 lipca | 25 lipca | 25 lipca | 26 lipca | 26 lipca | 27 lipca | 27 lipca | 28 lipca | 28 lipca | 29 lipca | 29 lipca | 30 lipca | 30 lipca |
| Konkurencja ↓             | R        | P        | R        | P        | R        | P        | R        | P        | R        | P        | R        | P        | R        | P        | R        | P        |
| ------------------------- | -------- | -------- | -------- | -------- | -------- | -------- | -------- | -------- | -------- | -------- | -------- | -------- | -------- | -------- | -------- | -------- |
| 50 m stylem dowolnym      |          |          |          |          |          |          |          |          |          |          |          |          | E        | ½        |          | F        |
| 100 m stylem dowolnym     |          |          |          |          |          |          |          |          | E        | ½        |          | F        |          |          |          |          |
| 200 m stylem dowolnym     |          |          |          |          | E        | ½        |          | F        |          |          |          |          |          |          |          |          |
| 400 m stylem dowolnym     | E        | F        |          |          |          |          |          |          |          |          |          |          |          |          |          |          |
| 800 m stylem dowolnym     |          |          |          |          |          |          |          |          |          |          | E        |          |          | F        |          |          |
| 1500 m stylem dowolnym    |          |          | E        |          |          | F        |          |          |          |          |          |          |          |          |          |          |
| 50 m stylem grzbietowym   |          |          |          |          |          |          | E        | ½        |          | F        |          |          |          |          |          |          |
| 100 m stylem grzbietowym  |          |          | E        | ½        |          | F        |          |          |          |          |          |          |          |          |          |          |
| 200 m stylem grzbietowym  |          |          |          |          |          |          |          |          |          |          | E        | ½        |          | F        |          |          |
| 50 m stylem klasycznym    |          |          |          |          |          |          |          |          |          |          |          |          | E        | ½        |          | F        |
| 100 m stylem klasycznym   |          |          | E        | ½        |          | F        |          |          |          |          |          |          |          |          |          |          |
| 200 m stylem klasycznym   |          |          |          |          |          |          |          |          | E        | ½        |          | F        |          |          |          |          |
| 50 m stylem motylkowym    |          |          |          |          |          |          |          |          |          |          | E        | ½        |          | F        |          |          |
| 100 m stylem motylkowym   | E        | ½        |          | F        |          |          |          |          |          |          |          |          |          |          |          |          |
| 200 m stylem motylkowym   |          |          |          |          |          |          | E        | ½        |          | F        |          |          |          |          |          |          |
| 200 m stylem zmiennym     | E        | ½        |          | F        |          |          |          |          |          |          |          |          |          |          |          |          |
| 400 m stylem zmiennym     |          |          |          |          |          |          |          |          |          |          |          |          |          |          | E        | F        |
| 4 × 100 m stylem dowolnym | E        | F        |          |          |          |          |          |          |          |          |          |          |          |          |          |          |
| 4 × 200 m stylem dowolnym |          |          |          |          |          |          |          |          | E        | F        |          |          |          |          |          |          |
| 4 × 100 m stylem zmiennym |          |          |          |          |          |          |          |          |          |          |          |          |          |          | E        | F        |

| Data →                    | 23 lipca | 23 lipca | 24 lipca | 24 lipca | 25 lipca | 25 lipca | 26 lipca | 26 lipca | 27 lipca | 27 lipca | 28 lipca | 28 lipca | 29 lipca | 29 lipca | 30 lipca | 30 lipca |
| Konkurencja ↓             | R        | P        | R        | P        | R        | P        | R        | P        | R        | P        | R        | P        | R        | P        | R        | P        |
| ------------------------- | -------- | -------- | -------- | -------- | -------- | -------- | -------- | -------- | -------- | -------- | -------- | -------- | -------- | -------- | -------- | -------- |
| 4 × 100 m stylem dowolnym |          |          |          |          |          |          |          |          |          |          |          |          | E        | F        |          |          |
| 4 × 100 m stylem zmiennym |          |          |          |          |          |          | E        | F        |          |          |          |          |          |          |          |          |

## Medaliści

### Mężczyźni
| Konkurencja                                | Złoto | Złoto       | Srebro | Srebro    | Brąz | Brąz     |
| Konkurencja                                | Zawodnik | Czas        | Zawodnik | Czas      | Zawodnik | Czas     |
| Styl dowolny                               | |             | |           | |          |
| 50 metrów (szczegóły)                      | Caeleb Dressel · Stany Zjednoczone | 21,15       | Bruno Fratus · Brazylia | 21,27     | Benjamin Proud · Wielka Brytania | 21,43    |
| 100 metrów (szczegóły)                     | Caeleb Dressel · Stany Zjednoczone | 47,17       | Nathan Adrian · Stany Zjednoczone | 47,87     | Mehdy Metella · Francja | 47,89    |
| 200 metrów (szczegóły)                     | Sun Yang · Chiny | 1:44,39     | Townley Haas · Stany Zjednoczone | 1:45,04   | Aleksandr Krasnych · Rosja | 1:45,23  |
| 400 metrów (szczegóły)                     | Sun Yang · Chiny | 3:41,38     | Mack Horton · Australia | 3:43,85   | Gabriele Detti · Włochy | 3:43,93  |
| 800 metrów (szczegóły)                     | Gabriele Detti · Włochy | 7:40,77     | Wojciech Wojdak · Polska | 7:41,73   | Gregorio Paltrinieri · Włochy | 7:42,44  |
| 1500 metrów (szczegóły)                    | Gregorio Paltrinieri · Włochy | 14:35,85    | Mychajło Romanczuk · Ukraina | 14:37,14  | Mack Horton · Australia | 14:47,70 |
| Styl grzbietowy                            | |             | |           | |          |
| 50 metrów (szczegóły)                      | Camille Lacourt · Francja | 24,35       | Jun’ya Koga · Japonia | 24,51     | Matthew Grevers · Stany Zjednoczone | 24,56    |
| 100 metrów (szczegóły)                     | Xu Jiayu · Chiny | 52,44       | Matthew Grevers · Stany Zjednoczone | 52,48     | Ryan Murphy · Stany Zjednoczone | 52,59    |
| 200 metrów (szczegóły)                     | Jewgienij Ryłow · Rosja | 1:53,61     | Ryan Murphy · Stany Zjednoczone | 1:54,21   | Jacob Pebley · Stany Zjednoczone | 1:55,06  |
| Styl klasyczny                             | |             | |           | |          |
| 50 metrów (szczegóły)                      | Adam Peaty · Wielka Brytania | 25,99       | João Gomes Júnior · Brazylia | 26,52     | Cameron van der Burgh · Południowa Afryka | 26,60    |
| 100 metrów (szczegóły)                     | Adam Peaty · Wielka Brytania | 57,47 CR    | Kevin Cordes · Stany Zjednoczone | 58,79     | Kiriłł Prigoda · Rosja | 59,05    |
| 200 metrów (szczegóły)                     | Anton Czupkow · Rosja | 2:06,96 CR, | Yasuhiro Koseki · Japonia | 2:07,29   | Ippei Watanabe · Japonia | 2:07,47  |
| Styl motylkowy                             | |             | |           | |          |
| 50 metrów (szczegóły)                      | Benjamin Proud · Wielka Brytania | 22,75       | Nicholas Santos · Brazylia | 22,79     | Andrij Howorow · Ukraina | 22,84    |
| 100 metrów (szczegóły)                     | Caeleb Dressel · Stany Zjednoczone | 49,86       | Kristóf Milák · Węgry | 50,62 WJ, | James Guy · Wielka Brytania · Joseph Schooling · Singapur | 50,83    |
| 200 metrów (szczegóły)                     | Chad le Clos · Południowa Afryka | 1:53,33     | László Cseh · Węgry | 1:53,72   | Daiya Seto · Japonia | 1:54,21  |
| Styl zmienny                               | |             | |           | |          |
| 200 metrów (szczegóły)                     | Chase Kalisz · Stany Zjednoczone | 1:55,56     | Kōsuke Hagino · Japonia | 1:56,01   | Wang Shun · Chiny | 1:56,28  |
| 400 metrów (szczegóły)                     | Chase Kalisz · Stany Zjednoczone | 4:05,90 CR  | Dávid Verrasztó · Węgry | 4:08,38   | Daiya Seto · Japonia | 4:09,14  |
| Sztafety                                   | |             | |           | |          |
| 4 × 100 metrów stylem dowolnym (szczegóły) | Stany Zjednoczone · Caeleb Dressel (47,26) · Townley Haas (47,46) · Blake Pieroni (48,06) · Nathan Adrian (47,25) · Zach Apple · Michael Chadwick                             | 3:10,06     | Brazylia · Gabriel Santos (48,30) · Marcelo Chierighini (46,85) · César Cielo (48,01) · Bruno Fratus (47,18)                                     | 3:10,34   | Węgry · Dominik Kozma (48,26) · Nándor Németh (48,04) · Péter Holoda (48,48) · Richárd Bohus (47,21)                                                                                    | 3:11,99  |
| 4 × 200 metrów stylem dowolnym (szczegóły) | Wielka Brytania · Stephen Milne (1:47,25) · Nicholas Grainger (1:46,05) · Duncan Scott (1:44,60) · James Guy (1:43,80) · Calum Jarvis                                         | 7:01,70     | Rosja · Michaił Dowgaljuk (1:46,00) · Michaił Wiekowiszczew (1:45,91) · Daniła Izotow (1:45,97) · Aleksandr Krasnych (1:44,80) · Nikita Łobincew | 7:02,68   | Stany Zjednoczone · Blake Pieroni (1:46,33) · Townley Haas (1:44,58) · Jack Conger (1:45,37) · Zane Grothe (1:46,90) · Conor Dwyer · Clark Smith · Jay Litherland                       | 7:03,18  |
| 4 × 100 metrów stylem zmiennym (szczegóły) | Stany Zjednoczone · Matthew Grevers (52,26) · Kevin Cordes (58,89) · Caeleb Dressel (49,76) · Nathan Adrian (47,00) · Ryan Murphy · Cody Miller · Tim Phillips · Townley Haas | 3:27,91     | Wielka Brytania · Chris Walker-Hebborn (54,20) · Adam Peaty (56,91) · James Guy (50,80) · Duncan Scott (47,04) · Ross Murdoch                    | 3:28,95   | Rosja · Jewgienij Ryłow (52,89) · Kiriłł Prigoda (59,02) · Aleksandr Popkow (51,16) · Władimir Morozow (46,69) · Grigorij Tarasiewicz · Anton Czupkow · Daniił Pachomow · Daniła Izotow | 3:29,76  |

### Kobiety
| Konkurencja                                | Złoto | Złoto      | Srebro | Srebro   | Brąz | Brąz     |
| Konkurencja                                | Zawodniczka | Czas       | Zawodniczka | Czas     | Zawodniczka | Czas     |
| Styl dowolny                               | |            | |          | |          |
| 50 metrów (szczegóły)                      | Sarah Sjöström · Szwecja | 23,69      | Ranomi Kromowidjojo · Holandia | 23,85    | Simone Manuel · Stany Zjednoczone | 23,97    |
| 100 metrów (szczegóły)                     | Simone Manuel · Stany Zjednoczone | 52,27      | Sarah Sjöström · Szwecja | 52,31    | Pernille Blume · Dania | 52,69    |
| 200 metrów (szczegóły)                     | Federica Pellegrini · Włochy | 1:54,73    | Katie Ledecky · Stany Zjednoczone · Emma McKeon · Australia                                                                                   | 1:55,18  | [ b ] | [ b ]    |
| 400 metrów (szczegóły)                     | Katie Ledecky · Stany Zjednoczone | 3:58,34 CR | Leah Smith · Stany Zjednoczone | 4:01,54  | Li Bingjie · Chiny | 4:03,25  |
| 800 metrów (szczegóły)                     | Katie Ledecky · Stany Zjednoczone | 8:12,68    | Li Bingjie · Chiny | 8:15,46  | Leah Smith · Stany Zjednoczone | 8:17,22  |
| 1500 metrów (szczegóły)                    | Katie Ledecky · Stany Zjednoczone | 15:31,82   | Mireia Belmonte · Hiszpania | 15:50,89 | Simona Quadarella · Włochy | 15:53,86 |
| Styl grzbietowy                            | |            | |          | |          |
| 50 metrów (szczegóły)                      | Etiene Medeiros · Brazylia | 27,14      | Fu Yuanhui · Chiny | 27,15    | Alaksandra Hierasimienia · Białoruś | 27,23 =  |
| 100 metrów (szczegóły)                     | Kylie Masse · Kanada | 58,10      | Kathleen Baker · Stany Zjednoczone | 58,58    | Emily Seebohm · Australia | 58,59    |
| 200 metrów (szczegóły)                     | Emily Seebohm · Australia | 2:05,68    | Katinka Hosszú · Węgry | 2:05,85  | Kathleen Baker · Stany Zjednoczone | 2:06,48  |
| Styl klasyczny                             | |            | |          | |          |
| 50 metrów (szczegóły)                      | Lilly King · Stany Zjednoczone | 29,40      | Julija Jefimowa · Rosja | 29,57    | Katie Meili · Stany Zjednoczone | 29,99    |
| 100 metrów (szczegóły)                     | Lilly King · Stany Zjednoczone | 1:04,13    | Katie Meili · Stany Zjednoczone | 1:05,03  | Julija Jefimowa · Rosja | 1:05,05  |
| 200 metrów (szczegóły)                     | Julija Jefimowa · Rosja | 2:19,64    | Bethany Galat · Stany Zjednoczone | 2:21,77  | Shi Jinglin · Chiny | 2:21,93  |
| Styl motylkowy                             | |            | |          | |          |
| 50 metrów (szczegóły)                      | Sarah Sjöström · Szwecja | 24,60 CR   | Ranomi Kromowidjojo · Holandia | 25,38    | Farida Osman · Egipt | 25,39    |
| 100 metrów (szczegóły)                     | Sarah Sjöström · Szwecja | 55,53 CR   | Emma McKeon · Australia | 56,18    | Kelsi Worrell · Stany Zjednoczone | 56,37    |
| 200 metrów (szczegóły)                     | Mireia Belmonte · Hiszpania | 2:05,26    | Franziska Hentke · Niemcy | 2:05,39  | Katinka Hosszú · Węgry | 2:06,02  |
| Styl zmienny                               | |            | |          | |          |
| 200 metrów (szczegóły)                     | Katinka Hosszú · Węgry | 2:07,00    | Yui Ōhashi · Japonia | 2:07,91  | Madisyn Cox · Stany Zjednoczone | 2:09,71  |
| 400 metrów (szczegóły)                     | Katinka Hosszú · Węgry | 4:29,33 CR | Mireia Belmonte · Hiszpania | 4:32,17  | Sydney Pickrem · Kanada | 4:32,88  |
| Sztafety                                   | |            | |          | |          |
| 4 × 100 metrów stylem dowolnym (szczegóły) | Stany Zjednoczone · Mallory Comerford (52,59) · Kelsi Worrell (53,16) · Katie Ledecky (53,83) · Simone Manuel (52,14) · Lia Neal · Olivia Smoliga                                   | 3:31,72    | Australia · Shayna Jack (53,75) · Bronte Campbell (52,14) · Brittany Elmslie (53,83) · Emma McKeon (52,29) · Emily Seebohm · Madison Wilson   | 3:32,01  | Holandia · Kim Busch (54,05) · Femke Heemskerk (52,84) · Maud van der Meer (53,77) · Ranomi Kromowidjojo (51,98)                                                                | 3:32,64  |
| 4 × 200 metrów stylem dowolnym (szczegóły) | Stany Zjednoczone · Leah Smith (1:55,97) · Mallory Comerford (1:56,92) · Melanie Margalis (1:56,48) · Katie Ledecky (1:54,02) · Cierra Runge · Hali Flickinger · Madisyn Cox        | 7:43,39    | Chiny · Ai Yanhan (1:56,62) · Liu Zixuan (1:56,34) · Zhang Yuhan (1:56,54) · Li Bingjie (1:55,46) · Wang Jingzhuo · Shen Duo                  | 7:44,96  | Australia · Madison Wilson (1:57,33) · Emma McKeon (1:56,26) · Kotuku Ngawati (1:58,31) · Ariarne Titmus (1:56,61) · Shayna Jack · Leah Neale                                   | 7:48,51  |
| 4 × 100 metrów stylem zmiennym (szczegóły) | Stany Zjednoczone · Kathleen Baker (58,54) · Lilly King (1:04,48) · Kelsi Worrell (56,30) · Simone Manuel (52,23) · Olivia Smoliga · Katie Meili · Sarah Gibson · Mallory Comerford | 3:51,55    | Rosja · Anastasija Fiesikowa (58,96) · Julija Jefimowa (1:04,03) · Swietłana Czimrowa (56,99) · Wieronika Popowa (53,40) · Natalja Iwaniejewa | 3:53,38  | Australia · Emily Seebohm (58,53) · Taylor McKeown (1:06,29) · Emma McKeon (56,78) · Bronte Campbell (52,69) · Holly Barratt · Jessica Hansen · Brianna Throssell · Shayna Jack | 3:54,29  |

### Konkurencje mieszane
| Konkurencja                                                  | Złoto | Złoto   | Srebro | Srebro  | Brąz | Brąz    |
| Konkurencja                                                  | Zawodnicy | Czas    | Zawodnicy | Czas    | Zawodnicy | Czas    |
| Sztafeta mieszana 4 × 100 metrów stylem dowolnym (szczegóły) | Stany Zjednoczone · Caeleb Dressel (47,22) · Nathan Adrian (47,49) · Mallory Comerford (52,71) · Simone Manuel (52,18) · Blake Pieroni · Townley Haas · Lia Neal · Kelsi Worrell | 3:19,60 | Holandia · Ben Schwietert (49,12) · Kyle Stolk (47,80) · Femke Heemskerk (52,33) · Ranomi Kromowidjojo (52,56) · Maud van der Meer                                    | 3:21,81 | Kanada · Yuri Kisil (48,51) · Javier Acevedo (48,68) · Chantal van Landeghem (53,25) · Penny Oleksiak (53,11) · Markus Thormeyer · Sandrine Mainville | 3:23,55 |
| Sztafeta mieszana 4 × 100 metrów stylem zmiennym (szczegóły) | Stany Zjednoczone · Matthew Grevers (52,32) · Lilly King (1:04,15) · Caeleb Dressel (49,92) · Simone Manuel (52,17) · Kevin Cordes · Kelsi Worrell · Mallory Comerford           | 3:38,56 | Australia · Mitch Larkin (53,11) · Daniel Cave (59,29) · Emma McKeon (56,51) · Bronte Campbell (52,30) · Kaylee McKeown · Matthew Wilson · Grant Irvine · Shayna Jack | 3:41,21 | Chiny · Xu Jiayu (52,37) · Yan Zibei (58,98) · Zhang Yufei (56,98) · Zhu Menghui (52,92) · Li Guangyuan · Shi Jinglin · Li Zhuhao · Kanada · Kylie Masse (58,22) · Richard Funk (59,14) · Penny Oleksiak (56,18) · Yuri Kisil (47,71) · Javier Acevedo · Rebecca Smith · Chantal van Landeghem | 3:41,25 |

## Klasyfikacja medalowa
| Miejsce | Państwo           | Złoto | Srebro | Brąz | Razem |     |
| ------- | ----------------- | ----- | ------ | ---- | ----- | --- |
| 1.      | Stany Zjednoczone | 18    | 10     | 10   | 38    |     |
| 2.      | Wielka Brytania   | 4     | 1      | 2    | 7     |     |
| 3.      | Chiny             | 3     | 3      | 4    | 10    |     |
| 3.      | Rosja             | 3     | 3      | 4    | 10    |     |
| 5.      | Szwecja           | 3     | 1      | 0    | 4     |     |
| 6.      | Włochy            | 3     | 0      | 3    | 5     |     |
| 7.      | Węgry             | 2     | 4      | 2    | 8     |     |
| 8.      | Australia         | 1     | 5      | 4    | 9     |     |
| 9.      | Brazylia          | 1     | 4      | 0    | 5     |     |
| 10.     | Hiszpania         | 1     | 2      | 0    | 3     |     |
| 11.     | Kanada            | 1     | 0      | 3    | 4     |     |
| 12.     | Południowa Afryka | 1     | 0      | 1    | 2     |     |
| 12.     | Francja           | 1     | 0      | 1    | 2     |     |
| 14.     | Japonia           | 0     | 4      | 3    | 7     |     |
| 15.     | Holandia          | 0     | 3      | 1    | 4     |     |
| 16.     | Ukraina           | 0     | 1      | 1    | 2     |     |
| 17.     | Niemcy            | 0     | 1      | 0    | 1     |     |
| 17.     | Polska            | 0     | 1      | 0    | 1     |     |
| 19.     | Białoruś          | 0     | 0      | 1    | 1     |     |
| 19.     | Dania             | 0     | 0      | 1    | 1     |     |
| 19.     | Egipt             | 0     | 0      | 1    | 1     |     |
| 19.     | Singapur          | 0     | 0      | 1    | 1     |     |
| 19.     | Razem             | Razem | 42     | 43   | 43    | 128 |

## Rekordy
Podczas zawodów ustanowiono następujące rekordy świata i rekordy mistrzostw.

### Rekordy świata
| Data     | Konkurencja                                              | Ustanowiony dla         | Czas    | Zawodnik / Zawodniczka                                                                       | Państwo           |
| -------- | -------------------------------------------------------- | ----------------------- | ------- | -------------------------------------------------------------------------------------------- | ----------------- |
| 23 lipca | 4 × 100 m stylem dowolnym kobiet – finał                 | 100 m stylem dowolnym   | 51,71   | Sarah Sjöström                                                                               | Szwecja           |
| 25 lipca | 50 m stylem klasycznym mężczyzn – eliminacje             | (tej samej konkurencji) | 26,10   | Adam Peaty                                                                                   | Wielka Brytania   |
| 25 lipca | 50 m stylem klasycznym mężczyzn – półfinał 2             | (tej samej konkurencji) | 25,95   | Adam Peaty                                                                                   | Wielka Brytania   |
| 25 lipca | 100 m stylem grzbietowym kobiet – finał                  | (tej samej konkurencji) | 58,10   | Kylie Masse                                                                                  | Kanada            |
| 25 lipca | 100 m stylem klasycznym kobiet – finał                   | (tej samej konkurencji) | 1:04,13 | Lilly King                                                                                   | Stany Zjednoczone |
| 26 lipca | Sztafeta mieszana 4 × 100 m stylem zmiennym – eliminacje | (tej samej konkurencji) | 3:40,28 | Ryan Murphy (52,34) Kevin Cordes (58,95) Kelsi Worrell (56,17) Mallory Comerford (52,82)     | Stany Zjednoczone |
| 26 lipca | Sztafeta mieszana 4 × 100 m stylem zmiennym – finał      | (tej samej konkurencji) | 3:38,56 | Matthew Grevers (52,32) Lilly King (1:04,15) Caeleb Dressel (49,92) Simone Manuel (52,17)    | Stany Zjednoczone |
| 29 lipca | 50 m stylem dowolnym kobiet – półfinał                   | (tej samej konkurencji) | 23,67   | Sarah Sjöström                                                                               | Szwecja           |
| 29 lipca | Sztafeta mieszana 4 × 100 m stylem dowolnym – finał      | (tej samej konkurencji) | 3:19,60 | Caeleb Dressel (47,22) Nathan Adrian (47,49) Mallory Comerford (52,71) Simone Manuel (52,18) | Stany Zjednoczone |
| 30 lipca | 50 m stylem klasycznym kobiet – finał                    | (tej samej konkurencji) | 29,40   | Lilly King                                                                                   | Stany Zjednoczone |
| 30 lipca | 4 × 100 m stylem zmiennym kobiet – finał                 | (tej samej konkurencji) | 3:51,55 | Kathleen Baker (58,54) Lilly King (1:04,48) Kelsi Worrell (56,30) Simone Manuel (52,23)      | Stany Zjednoczone |

### Rekordy mistrzostw
| Data     | Konkurencja                                 | Czas    | Zawodnik / Zawodniczka | Państwo           |
| -------- | ------------------------------------------- | ------- | ---------------------- | ----------------- |
| 23 lipca | 400 m stylem dowolnym kobiet – eliminacje   | 3:59,06 | Katie Ledecky          | Stany Zjednoczone |
| 23 lipca | 400 m stylem dowolnym kobiet – finał        | 3:58,34 | Katie Ledecky          | Stany Zjednoczone |
| 23 lipca | 100 m stylem klasycznym mężczyzn – półfinał | 57,75   | Adam Peaty             | Wielka Brytania   |
| 24 lipca | 100 m stylem klasycznym mężczyzn – finał    | 57,47   | Adam Peaty             | Wielka Brytania   |
| 24 lipca | 100 m stylem motylkowym kobiet – finał      | 55,53   | Sarah Sjöström         | Szwecja           |
| 27 lipca | 200 m stylem klasycznym mężczyzn – półfinał | 2:07,14 | Anton Czupkow          | Rosja             |
| 28 lipca | 200 m stylem klasycznym mężczyzn – finał    | 2:06,96 | Anton Czupkow          | Rosja             |
| 29 lipca | 50 m stylem motylkowym kobiet – finał       | 24,60   | Sarah Sjöström         | Szwecja           |
| 30 lipca | 400 m stylem zmiennym mężczyzn – finał      | 4:05,90 | Chase Kalisz           | Stany Zjednoczone |
| 30 lipca | 400 m stylem zmiennym kobiet – finał        | 4:29,33 | Katinka Hosszú         | Węgry             |